# June Helm
June Helm (* 13. September 1924 in Twin Falls; † 5. Februar 2004 in Iowa City) war eine US-amerikanische Anthropologin und Professorin an der University of Iowa. Sie amtierte 1981 bis 1983 als Präsidentin der American Ethnological Society (AES) und 1986/87 als Präsidentin der American Anthropological Association (AAA). 1994 wurde sie in die American Academy of Arts and Sciences gewählt.

## Leben
Helm studierte erst an der University of Kansas und dann an der University of Chicago. 1945 heiratete sie ihren ersten Ehemann, den Archäologen Richard MacNeish, mit dem sie nach Mexiko ging. Dort betrieb sie ethnografische Forschungen in einer ländlichen Mestizengemeinde in Tamaulipas, die sie für ihre Master-Arbeit nutzte. 1949 zog das Ehepaar ins kanadische Ottawa, wo MacNeish eine Anstellung am Nationalmuseum erhalten hatte. Zu dieser Zeit begann Helm mit ihren Forschungen entlang des Mackenzie River. Ihre ethnografischen Felddaten aus den Jahren 1951 und 1952 bildeten die Grundlage für ihre Doktorarbeit in Chicago (1958).
1960 trat sie in die Abteilung für Soziologie und Anthropologie an der University of Iowa ein, wo sie bis kurz vor ihrem Tod in Forschung und Lehre tätig war. Sie forschte fünfzig Jahre lang über die Kultur und Ethnohistorie der Mackenzie-Drainage Dene im kanadischen Norden.
Ab 1968 war Helm mit ihrem zweiten Ehemann, einem Architekten, verheiratet, der sie überlebte.

## Schriften (Auswahl)
- The people of Denendeh. Ethnohistory of the Indians of Canada's Northwest Territories. University of Iowa Press, Iowa City 2000, ISBN 0877457352.
- Prophecy and power among the Dogrib Indians. University of Nebraska Press, Lincoln 1994, ISBN 0803223730.
- als Herausgeberin: Handbook of North American Indians, Bd. 6, Subarctic, Washington, D.C.: Smithsonian Institution 1981.